# Шабанбай-бі
Шабанба́й-бі (каз. Шабанбай-би) — село у складі Актогайського району Карагандинської області Казахстану. Адміністративний центр Шабанбайбійського сільського округу.
Населення — 380 осіб (2021; 563 у 2009, 816 у 1999, 876 у 1989).
Національний склад станом на 1989 рік:
- казахи — 100 %.

Станом на 1989 рік село називалось Шилим.